# Nototènia negra
La nototènia negra (Dissostichus eleginoides) és una espècie de peix pertanyent a la família dels nototènids.

## Descripció
- Pot arribar a fer 215 cm de llargària màxima (normalment, en fa 70) i 9.600 g de pes.
- Cos fusiforme, més aviat allargat i recobert d'escates grans i més o menys suaus.
- Els adults presenten un color marró grisenc amb franges fosques més o menys visibles. Aleta dorsal espinosa i vorejada distalment per una zona fosca. Els joves no tenen franges transversals i, normalment, presenten un color marró grisós o gris acerat.
- Galtes i opercles amb escates petites.
- Boca grossa.
- Dues aletes dorsals: la primera amb 8-11 espines flexibles i la segona amb 26-30 radis tous.
- 26-30 radis a l'aleta anal.
- Aletes pectorals grosses, en forma de ventall, amb 24 radis i molt més llargues que les pelvianes.
- 8-10 espines i 28-30 radis tous a l'aleta dorsal i cap espina i 28-30 radis tous a l'anal.
- 53-54 vèrtebres.
- 88-104 escates a la línia lateral superior i 61-77 a la inferior.
- No té en la seua sang substàncies anticongelants com altres peixos antàrtics.[3][4][5]

## Reproducció
Els ous i les larves són grossos, i arriba a la maduresa sexual entre els 6 i els 8 anys de vida (quan fa 45 cm de llargada aproximadament).

## Alimentació
Les larves es nodreixen de zooplàncton i els joves de krill i peixets.

## Depredadors
És depredat per l'albatros cellanegre (Diomedea melanophris), el catxalot (Physeter macrocephalus) i l'orca (Orcinus orca); a les illes del Príncep Eduard per l'ós marí antàrtic (Arctocephalus gazella), i, a les illes Malvines, per Cottoperca gobio, Salilota australis, Bathyraja brachyurops, Bathyraja griseocauda i Bathyraja albomaculata.

## Hàbitat
És un peix d'aigua marina, pelàgic-oceànic, oceanòdrom (fa migracions entre les zones de fresa i les d'alimentació) i de clima temperat (33°S-66°S, 77°W-180°E), el qual viu entre 50 i 3.850 m de fondària (normalment, entre 70 i 1.500).

## Distribució geogràfica
Es troba des del sud de Xile fins a la Patagònia argentina i les illes Malvines; el Pacífic sud-occidental (l'illa Macquarie) i l'oceà Antàrtic (Geòrgia del Sud). També és present a les illes subantàrtiques i les elevacions submarines de l'Índic sud.

## Ús comercial
És emprat com a aliment (tot i que hom sospita que conté alts nivells de mercuri), encara que els mètodes de pesca emprats per a la seua captura són problemàtics (la pesca d'arrossegament fa malbé el fons marí i els quilòmetres de palangres amb carnada ofeguen els albatros i d'altres aus marines en perill d'extinció).

## Observacions
És inofensiu per als humans.